# Glomus monosporum
Glomus monosporum är en svampart som beskrevs av Gerd. & Trappe 1974. Glomus monosporum ingår i släktet Glomus och familjen Glomeraceae.   Inga underarter finns listade i Catalogue of Life.